# Porcellio napolitanus
Porcellio napolitanus är en kräftdjursart som beskrevs av Karl Wilhelm Verhoeff1930. Porcellio napolitanus ingår i släktet Porcellio och familjen Porcellionidae. Inga underarter finns listade i Catalogue of Life.